# S.T.A.L.K.E.R.: Clear Sky

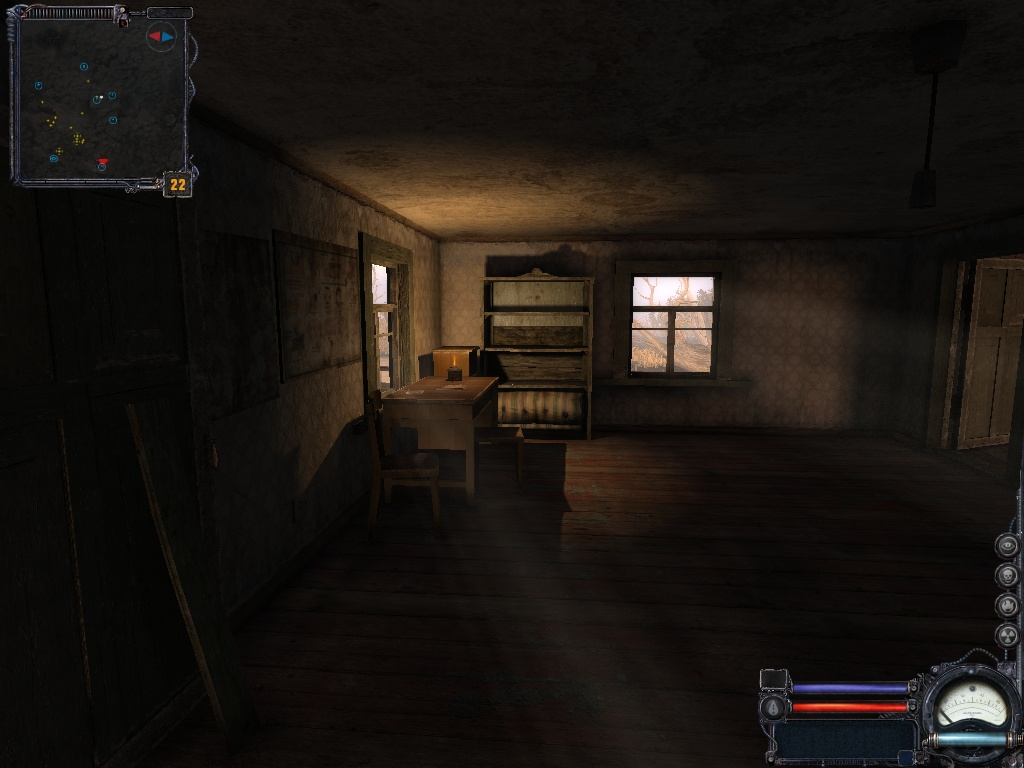
S.T.A.L.K.E.R.: Clear Sky

S.T.A.L.K.E.R.: Clear Sky är ett datorspel utvecklat av den ukrainska spelutvecklaren GSC Game World.

## Handling
Spelet utspelar sig i en fiktiv verklighets Tjernobyl, i nuvarande Ukraina. 
Där Tjernobylolyckan 1986 skedde men även en andra olycka som förde med sig märkliga så kallade "avvikelser" (anomalier) i Zonen. Dessa avvikelser kan inte förklaras av dagens vetenskaper men innebär att i vissa ställen i exklusionszonen har fysikens lagar som vi känner dem idag, upphört att gälla. Ifall en spelare beträder ett sådant område skadas hen. 
En grupp stalkers har för första gången nått fram till hjärtat av Zonen - kärnkraftverket i Tjernobyl, och har satt igång en kedja av händelser som leder till katastrofens brant. En enorm urladdning av abnorm energi förändrar Zonen. Det finns inte längre några tillförlitliga och relativt säkra vägar. Hela nivåer försvinner i utbrotten från reaktorn. Stalkers och hela expeditioner omkommer eller blir kvar i de avspärrade delarna av området. Nya områden som inte varit kända sedan Zonen bildades uppträder på kartan över Zonen. Exklusionszonen drabbas av mer eller mindre regelbundna utbrott. Zonen är instabil. 
Clear Sky utspelar sig ett år innan föregångaren S.T.A.L.K.E.R.: Shadow of Chernobyl dvs år 2011. 
Figuren man spelar heter Scar och är en legosoldat. 
Själva handlingen går ut på att stoppa Strelok att komma till kärnkraftverket (NPP) under spelats gång får man reda på att Strelok skall försöka nå fram till kraftverket. Då skall en urladdning, "den största" komma och utplåna allt levande. Därför ska man stoppa Strelok från att nå kraftverket.

## Övrigt
Nya territorier i Zonen, tre helt nya nivåer: Great Swamp, Limansk, Limansk Hospital.

Nio omarbetade nivåer från ursprungsspelet: Cordon, Garbage, Dark Valley, Agroprom, Agroprom Underground, Yantar, Red Forest, Army warehouses, Chernobyl NPP.

Uppgraderingar av vapen och skyddsvästar.

Trasiga vapen och skyddsvästar kan repareras.

Nytt system för anomalier och artefakter - sällsynta anomalier kan bara upptäckas med sensorer.

36 vapentyper.
DirectX10 stöd.
Två grupperingar i Zonen som är obefintliga i de andra två spelen i serien: Clear Sky (CS) och Renegades. CS är en samling militärt inriktade Stalkers som är intresserade av att bedriva egen forskarverksamhet i exklusionszonen, oberoende av den ukrainska regeringen (de ska inte förväxlas med den så kallade "ekologist"-faktionen, som istället flögs in i Zonen med militäreskort och bedriver forskning åt den Ukrainska regeringens räkning men som utåt sett ska verka göra det för hela mänsklighetens skull). Renegades är en form av banditliknande stalkers som blivit utkastade av andra grupperingar, den här grupperingen använder utdaterade vapen.

Det finns en hel del gratis "standalone"-modifieringar av S.T.A.L.K.E.R. Call of Pripyat som man kan ladda ner från moddsajter såsom moddb. I sådana produkter brukar åtminstone Clear Sky-grupperingen finnas, ett populärt svepskäl till att den faktionen får finnas kvar i dessa modifikationer brukar anges till att en mindre grupp Clear Sky-anhängare lyckades överleva och fly till det stora träsket efter gruppens misslyckade räd mot Tjernobylreaktorn. De ska nu försöka återskapa sin grupp och leva som förhållandevis fredliga och isolerade stalkers. Någon som spelar en sådan här modifierad version brukar även kunna byta gäng under spelets gång genom att söka upp representanten av faktionen ifråga som hen vill ansluta till (detta brukar dock kosta en viss summa i spelvalutan rubel för att funktionen inte ska missbrukas för mycket).